# Minangkabauische Sprache
Die minangkabauische Sprache (Autonym: Baso Minang[kabau]; indonesisch Bahasa Minangkabau) ist eine austronesische Sprache, die vom Volk der Minangkabau in der indonesischen Provinz Westsumatra, dem westlichen Teil von Riau, Süd-Aceh, dem nördlichen Teil von Bengkulu und Jambi, sowie in mehreren Städten in ganz Indonesien von ausgewanderten Minangkabau gesprochen wird.
Die minangkabauische Sprache ist auch eine Verkehrssprache entlang der westlichen Küstenregion der Provinz von Nordsumatra und wird auch in Teilen von Aceh benutzt, wo die Sprache Aneuk Jamee genannt wird. Minangkabauisch wird auch in einem Teil von Malaysia gesprochen, nämlich im Sultanat Negeri Sembilan.
In letzter Zeit wird das Minangkabauische zunehmend durch die indonesische Amts- und alleinige Unterrichtssprache Bahasa Indonesia verdrängt, da immer mehr Sprecher dazu übergehen, Indonesisch als Muttersprache zu übernehmen. Gleiches gilt für Minangkabauisch in Malaysia, wo es durch Malaiisch und Englisch verdrängt wird.

## Sprachbeispiel
Allgemeine Erklärung der Menschenrechte, Artikel 1:
Sadonyo manusia dilahiakan mardeka nan punyo martabat sarato hak-hak nan samo. Mareka dikaruniai aka jo hati nurani, supayo satu samo lain bagaul sarupo urang badunsanak.

Alle Menschen sind frei und gleich an Würde und Rechten geboren. Sie sind mit Vernunft und Gewissen begabt und sollen einander im Geist der Brüderlichkeit begegnen.